# Уильямс, Эван, баронет
Сэр Эван Уильямс (англ. Evan Williams; 2 июля 1871 — 3 февраля 1959) — валлийский промышленник, владелец угольных предприятий в Уэльсе, 1-й баронет Уильямс из Глиндура с 1935 года, председатель Ассоциации владельцев угля Монмутшира в 1913 году, президент Ассоциации горнодобывающей промышленности Великобритании в 1919—1944 годах. На протяжении той четверти века, когда уголь доминировал в промышленности страны, он был ведущей фигурой в угольной промышленности Великобритании.
Эван был шерифом Кармартеншира в 1923—1924 годах, а позже — заместителем председателя совета графства и членом парламента Кармартеншира.

## Биография
Эван родился 2 июля 1871 года в валлийском поселении Ллуинхенди около города Понтардилаиса в Кармартеншире. Он был старшим сыном Томаса Уильямса, владевшего угольными предприятиями в Ллуингверне около Понтардилаиса, и Мэри Уильямс (урождённой Гарри). В отличие от многих других угольщиков того времени, Эван получил такое же образование, как и представители высшего класса: сначала он окончил Крист-Колледж (Брекон) в Бреконе, а затем — Клэр-колледж в Кембриджском университете.
В сентябре 1903 года Эван женился на Шарлотте Мэри, дочери Дэвида Лэки, который владел угольной компанией в Монтрозе, однако брак так и остался бездетным.
Как отмечает Джон Уильямс, автор статьи в «Оксфордском национальном биографическом словаре», в карьере Эвана Уильямса есть очевидный парадокс: его семья продолжала оставаться незначительными владельцами угольных предприятий вдали от угольных месторождениях Южного Уэльса, которые в то время занимали центральное место в угольной промышленности, в то время как он сам был ведущей фигурой в угольной промышленности Великобритании на протяжении той четверти века, когда уголь доминировал в промышленности страны. Исследователь полагает, что Джон, который сам не был крупным владельцем угольных шахт, возможно, был фигурой, которая не представляла угрозы для крупных угольных магнатов, но при этом он мог преодолеть разногласия внутри Ассоциации владельцев угля как на локальном, так и на национальном уровне. В 1913 году он был председателем Ассоциации владельцев угля Монмутшира, президентом согласительного совета в 1918—1944 годах, а также президентом Ассоциации горнодобывающей промышленности Великобритании (MAGB) в 1919—1944 годах.
Должность президента MAGB была не только центральной, но и исключительной, поскольку в период между двумя мировыми войнами промышленные отношения в угольной отрасли в значительной степени определяли экономические и политические события. При этом до 1919 года должность была временной и почётной, а сама MAGB играла ограниченную роль в представлении интересов отрасли. В основном Ассоциация занималась законодательными вопросами. Но в 1919 году общественность во многом согласилась с осуждением владельцев угля, которое содержалось в выводах комиссии Сэнки. Ставший в этом году президентом MAGB (самым молодым в её истории) Уильямс сыграл решающую роль в том, чтобы преодолеть кризис угольной промышленности. В результате реорганизации Ассоциация получила штат сотрудников на полный рабочий день и 4 постоянных комитета, одним из которых стал комитет по «пропаганде». В 1920 году Эванс сообщил, что они «усыпили национализацию». В 1921 году национальная забастовка закончилась, а Уильямс был назначен постоянным президентом MAGB.
На протяжении всех межвоенных лет Уильямс постоянно отстаивал 2 тезиса: никаких национальных соглашений, особенно по заработной плате, для угольной промышленности; и никакого вмешательства (со стороны государства, шахтеров или кого-либо ещё) в исключительную прерогативу собственников по управлению угольными заводами. Президент никогда не уставал от выступлений, а если они были короткими, он их растягивал. В смутные 1919—1921 и 1925—1926 годы он был ключевой фигурой, главным образом благодаря своей должности.
Самым известным эпизодом из отношений Уильямса с правительством является его встреча с Уинстоном Черчиллем в последние дни забастовки 1926 года, который угрожал правительственными мерами, если владельцы угольных предприятий не выполнят ранее им данное им указание согласиться на национальное урегулирование заработной платы и продолжительности рабочего дня, а президент Ассоциации настаивал на их установлении в каждом районе отдельно. Их встреча была «язвительной и продолжительной» (стенографический отчёт занял 56 листов формата foolscap). В итоге Черчилль был вынужден уступить, что отражало не их сравнительные навыки ведения дебатов, а осознание Уильямсом двух реальностей: шахтёры были вне сопротивления и (как выразились газеты) «мыслимо ли, что консервативное правительство будет принуждать владельцев, какими бы глупыми они ни были, и предположение таково: нет». Однако в 1943 году реальность изменилась, и Эван почувствовал это, предупредив владельцев угольных предприятий Южного Уэльса, что «промышленность не может вернуться к старому состоянию, когда „мы — хозяева, а они — люди“». В 1944 году он покинул пост президента Ассоциации.
При том, что Уильямс занимал одну из ключевых ролей в крайне важной отрасли промышленности, он привлекал к себе мало внимания. О нём не было написано ни одной биографии, после его смерти не осталось ни мемуаров, ни каких-то бумаг. Даже газета «Western Mail», традиционно принадлежащая владельцам угольных предприятий, не опубликовала некролога о смерти Уильямса. Томас Джонс в работе «Whitehall diary» называет Уильямса «незначительным человеком», Джон Уильямс считает данное мнение настолько же неправдоподобным, как и утверждение в некрологе «Таймс», что он пользовался «тайной доброй волей» шахтёров. Исследователь указывает более правильным считать, что Эван был «неизменно вежлив и учтив», но при этом непреклонен во взглядах, которых «придерживался с необыкновенным упорством и неизменно выражал их с точностью и в точно сформулированных фразах».
Кроме должности президента Ассоциации, Уильямс занимал в Уэльсе ряд других должностей: в 1930—1938 год он был председателем центрального совета в соответствии с Законом об угольных шахтах 1930 года и в промышленности в целом; в 1925—1926 годах — президентом Национальной конфедерации организаций работодателей.
До середины 1940-х годов Эван активно управлял и семейным бизнесом — компанией «Thomas Williams and Sons (Llangennech), Ltd.», а также был директором ряда крупных коммерческих и промышленных предприятий: Powell Duffryn, Rhymney Iron and Coal, Welsh Associated Collieries, Great Western Railway и Lloyd's Bank. Кроме того, он был вице-президентом Федерации британской промышленности и входил в ряд официальных и технических организаций, связанных с угольной промышленностью.
В 1923—1924 годах был шерифом Кармартеншира, а впоследствии — заместителем председателя совета графства и членом парламента Кармартеншира. 10 июля 1935 года Эван получил титул баронета, но после его смерти титул угас.
Кроме того, Эван был рыцарем ордена Святого Иоанна Иерусалимского и сенешалем его приорства в Уэльсе, а также получил почётную степень доктора права Бирмингемского университета.
Эван умер в доме престарелых «Санта-Мария» в Суонси 3 февраля 1959 года. Его жена, умершая двумя годами позже, была похоронена рядом с ним в часовне Хенди.